# Tibet mort ou vif
Tibet mort ou vif, internationaal beter bekend onder de Engelse vertaling Tibet Survival in Question, is een politiek-wetenschappelijk boek uit 1990. Het boek is geschreven door onderzoeksjournalist Pierre-Antoine Donnet die gebaseerd was in Peking en later hoofdredacteur werd van het Franse persbureau Agence France Presse. Hij is gediplomeerd in politieke wetenschappen en Chinees.
Tibet mort ou vif is een journalistiek boek dat noch de zijde van de Tibetanen nog de zijde van de Volksrepubliek China kiest en gedocumenteerd weergeeft wat de situatie van Tibet is anno 1990. Het boek ontving de Alexandra David-Néel-prijs in hetzelfde jaar.
Donnet verklaart de Chinese kant van het verhaal die Tibet als een ondeelbaar geheel van China ziet en waarom de Chinezen zich als bevrijders van Tibet zien. Hij legt verder uit waarom de Tibetanen de binnenkomst van de Chinezen in 1950-1 zien als een Invasie van Tibet, waarbij een moderne vorm van kolonisatie wordt uitgeoefend.
Hij doet verslag van de Culturele Revolutie van 1966 tot aan de dood van Mao Zedong in 1976 en de excessen waaronder de Tibetanen net als de rest van China te lijden hadden. Hij legt de verandering van strategie uit die sinds de jaren 80 die een abrupt halt betekenden en de staat van beleg in 1987 aan het begin van de opstanden van 1987 tot 1993.
Hij gaat uitgebreid in op de continue aanvallen op de Tibetaanse maatschappij, milieu en de schendingen van de mensenrechten in Tibet. Verder gaat hij in op de vertrouwelijke, decennia aanhoudende onderhandelingen tussen de Chinese en Tibetaanse leiders.